# Marsdenia fontella
Marsdenia fontella là một loài thực vật có hoa trong họ La bố ma. Loài này được Morillo & Carnevali mô tả khoa học đầu tiên năm 1987.